# کن هریس
کن هریس (انگلیسی: Ken Harris؛ ۳۱ ژوئیهٔ ۱۸۹۸ – ۲۴ مارس ۱۹۸۲) یک پویانما اهل ایالات متحده آمریکا بود.